# Csikamacu Monzaemon
Csikamacu Monzaemon (近松門左衛門; Hepburn: Chikamatsu Monzaemon), eredeti nevén Szugimori Nobumori (1653 – 1725. január 6.), japán drámaíró, bunraku- és kabuki-darabok szerzője. Legtöbb műve úgynevezett páros szerelmi öngyilkosságokról szól.

## Élete
Nem tudni pontosan, hol született, Ecsizen tartományt, illetve a Nagato tartománybeli Hagit szokás említeni. Apja, Szugimori Nobujosi az ecsizeni Macudaira daimjó-család orvosa volt. Csikamacu öccse is orvos lett, sőt maga Csikamacu is írt egy gyógyászati értekezést.
Abban az időben a daimjók orvosai automatikusan megkapták a szamuráj státust, Csikamacu apja azonban utóbb elvesztette hivatalát, és róninná vált. Valamikor 1664 és 1670 között Kiotóba költöztek, itt Csikamacu néhány évig apródként szolgált egy arisztokrata háznál, és ekkoriban tette közzé első művét, egy haikut. A következő feljegyzés az Ómi tartománybeli Csikamacu buddhista templom nyilvántartásában maradt fenn róla, ahol hosszabb ideig tartózkodott lelkigyakorlaton, bizonyára innen vette írói álnevét is. (A Monzaemont pedig állítólag onnan, hogy egyik korai bábjátékában Fudzsicubo, a Gendzsi szerelmei egyik női főszereplője előbújt a lilaakác-virágok közül, majd nyomban kígyóvá változott, mire az elbűvölt nézők kiabálni kezdtek: „Monzaemon! Monzaemon! Monzaemon!”)
1683 szeptemberében mutatta be a kiotói Udzsiza színház első bábjátékát vagyis bunrakuját A Szoga-utódok címmel, noha egyesek szerint már korábban is írt 15 darabot névtelenül. 1685-től számos kabukidarabot is szerzett, ezekben többnyire a kor híres színésze, I. Szakata Tódzsúró játszotta a főszerepet, 1705-től azonban ismét csak a bábjátékokra koncentrált, talán azért, mert kedvenc színésze visszavonult, vagy mert a városi polgárság körében egyre kedveltebb lett a bunraku. 1695 körül lett Szakata Tódzsúró kabukiszínházának „szerződtetett” darabírója, 1705-ben azonban Kiotóból Oszakába költözött, ahol Takemoto Gidajú bábszínháza, a Takemotoza működött. Haláláig ennek a színháznak maradt a szerzője. Legnagyobb sikereit a szerelmi öngyilkosságokról szóló darabokkal, valamint a Kuo-hszing-je csatái című történelmi kalandjátékkal aratta. 1715-től egyre inkább veszített népszerűségéből, még darabjainak zenéi is feledésbe merültek. Valószínűleg Oszakában halt meg 1725. január 6-án. Bizonyíthatóan 130 darabot írt, és még 15-öt tulajdonítanak neki. Ma a legnagyobb japán drámaírónak tekintik, és – nem csak Romeo és Júlia-szerű cselekményei miatt – gyakran Shakespeare-hez hasonlítják.

## Fő művei

### Bunrakudarabok
A szerző dolga az volt, hogy szövegkönyvet írjon a kántálónak, aki azt egyedül, samiszen (lant) zenekísérettel adta elő. Az anyag teljes cselekményt tartalmazott színleírásokkal, színpadi utasításokkal, vagyis szinte regényként is lehetett olvasni. Csikamacu korai darabjai a háborús krónikákból merítették anyagukat, A Szoga-utódok-ban például két fivér próbálja megbosszulni uraik, a Szoga testvérek halálát. Ami új motívum a régi történetben, az a Szogák kurtizán szerelmeseinek útja a meggyilkoltak anyjához: a micsijuki, a „költői út” a prostituáltak szánni való sorsát, valamint a tragikusan megszakított szerelmet példázza. Hasonló témákat boncolgat A diadalmas Kagekijo is. Ezek, a Kuo-hszing-je csatái-val együtt, az úgynevezett dzsidaimono (történelmi darabok) alműfajt képviselik.
Egészen új, a korabeli városi polgárság életéből vett tematikát vezetnek be szevamono-darabjai, elsősorban a páros szerelmi öngyilkosságokról szólók, elsőül a Szerelmi öngyilkosság Szonezakinál, amelyben Tokubei, a boltos és Ohacu, a prostituált, nem tudván választani a társadalmi előírások parancsa (giri) és a szívük szava (nindzsó) között, menekülésképpen eldobják maguktól az életet. A darab akkora sikert aratott, hogy Csikamacu még 11 hasonló témájút írt. Népszerűségükre mi sem jellemzőbb, mint hogy a városokban ugrásszerűen megnőtt a szerelmi öngyilkosságok száma, és a sógunátus kénytelen volt bűnténnyé nyilvánítani az ilyen előkészületeket.
- Jocugi Szoga („A Szoga-utódok”) (1683)
- Sussze kagekijo („A diadalmas Kagekijo”) (1685)
- Szonezaki sindzsú („Szerelmi öngyilkosság Szonezakinál”) (1703)
- Meido no hikjaku („A pokol futára”) (1711)
- Kokuszenja kasszen („Kuo-hszing-je csatái”) (1715)
- Nebiki no kadomacu („A kidöntött fenyő”) (1718)
- Sindzsúten no Amidzsima („Szerelmi öngyilkosság Amidzsimán”) (1720)

### Kabukidarabok
Legtöbb sikeres bunrakuját kabukiszínpadon is előadták, kifejezetten kabukidarabnak szánt művei közül kevés maradt fenn.
- Keiszei hotoke no hara („A Buddha-mező kurtizánja”) (1699)